# Windsurf World Cup 2019
Der Windsurf World Cup 2019 begann mit dem Freestyle World Cup in Kralendijk (Bonaire) am 9. April 2019 und endete mit dem World Cup in Nouméa (Neukaledonien) am 24. November 2019.
Am 26. Januar 2019 wurde der vorläufige Tour Kalender veröffentlicht. Die Saison mit 36 Einzelwettbewerben an 13 Orten und einem Preisgeld von insgesamt über 1 Million Euro war die bisher größte Tour seit Gründung der PWA im Jahr 1996.

## World-Cup-Wertungen

### Wave
| Rang | Name                   | Land        | Punkte |
| ---- | ---------------------- | ----------- | ------ |
| 01   | Philip Köster          | Deutschland | 28.276 |
| 02   | Marcilio Browne        | Brasilien   | 28.018 |
| 03   | Ricardo Campello       | Venezuela   | 26.646 |
| 04   | Antoine Martin         | Frankreich  | 26.564 |
| 05   | Victor Fernández López | Spanien     | 25.915 |
| 06   | Thomas Traversa        | Frankreich  | 24.670 |
| 07   | Jaeger Stone           | Australien  | 21.655 |
| 08   | Leon Jamaer            | Deutschland | 18.332 |
| 09   | Marc Paré              | Spanien     | 17.969 |
| 10   | Alex Mussolini         | Spanien     | 17.263 |

| Rang | Name                   | Land        | Punkte |
| ---- | ---------------------- | ----------- | ------ |
| 01   | Sarah-Quita Offringa   | Aruba       | 27.650 |
| 02   | Iballa Ruano Moreno    | Spanien     | 25.385 |
| 03   | Justyna Sniady         | Polen       | 24.650 |
| 04   | Lina Erpenstein        | Deutschland | 20.655 |
| 05   | Maaike Huvermann       | Niederlande | 20.148 |
| 06   | Caterina Stenta        | Italien     | 16.288 |
| 07   | Marine Hunter          | Frankreich  | 14.237 |
| 08   | Alexia Kiefer Quintana | Deutschland | 13.716 |
| 09   | Mar de Arce            | Spanien     | 11.545 |
| 09   | Maria Morales Navarro  | Spanien     | 11.545 |

### Freestyle
| Rang | Name                   | Land       | Punkte |
| ---- | ---------------------- | ---------- | ------ |
| 01   | Yentel Caers           | Belgien    | 29.100 |
| 02   | Amado Vrieswijk        | Bonaire    | 29.050 |
| 03   | Steven van Broeckhoven | Belgien    | 28.850 |
| 04   | Youp Schmit            | Bonaire    | 28.250 |
| 05   | Adrien Bosson          | Frankreich | 28.100 |
| 06   | Gollito Estredo        | Venezuela  | 28.050 |
| 07   | Antony Ruenes          | Frankreich | 27.900 |
| 08   | Dieter van der Eyken   | Belgien    | 27.850 |
| 09   | Sam Esteve             | Frankreich | 27.450 |
| 10   | Giovanni Passani       | Italien    | 27.300 |

| Rang | Name                 | Land        | Punkte |
| ---- | -------------------- | ----------- | ------ |
| 01   | Sarah-Quita Offringa | Aruba       | 20.000 |
| 02   | Maaike Huvermann     | Niederlande | 19.800 |
| 03   | Oda Johanne Brødholt | Norwegen    | 19.600 |
| 04   | Arrianne Aukes       | Niederlande | 19.400 |
| 05   | Jazzy Zwerus         | Niederlande | 18.950 |
| 06   | Johanna Rümenapp     | Deutschland | 18.650 |
| 07   | Julia Pakosz         | Polen       | 18.400 |
| 07   | Eva Wyss             | Schweiz     | 18.400 |
| 09   | Olya Raskina         | Russland    | 9.600  |
| 10   | Francesca Floris     | Italien     | 9.500  |

### Slalom
| Rang | Name             | Land                   | Punkte |
| ---- | ---------------- | ---------------------- | ------ |
| 01   | Pierre Mortefon  | Frankreich             | 40.700 |
| 02   | Matteo Iachino   | Italien                | 40.600 |
| 03   | Antoine Albeau   | Frankreich             | 40.000 |
| 04   | Jordy Vonk       | Niederlande            | 39.100 |
| 05   | Julien Quentel   | Saint-Martin           | 39.000 |
| 06   | Ross Williams    | Vereinigtes Königreich | 38.200 |
| 07   | Maciek Rutkowski | Polen                  | 37.650 |
| 08   | Tristan Algret   | Guadeloupe             | 37.500 |
| 09   | Enrico Marotti   | Kroatien               | 37.400 |
| 10   | Marco Lang       | Österreich             | 37.000 |

| Rang | Name                    | Land          | Punkte |
| ---- | ----------------------- | ------------- | ------ |
| 01   | Delphine Cousin Questel | Frankreich    | 30.700 |
| 02   | Marion Mortefon         | Frankreich    | 30.600 |
| 03   | Maëlle Guilbaud         | Frankreich    | 29.900 |
| 04   | Lena Erdil              | Türkei        | 29.900 |
| 05   | Lilou Granier           | Neukaledonien | 29.300 |
| 06   | Océane Lescadieu        | Neukaledonien | 29.000 |
| 07   | Marianne Rautelin       | Finnland      | 28.700 |
| 08   | Ayako Suzuki            | Japan         | 27.900 |
| 09   | Nimet Tulumen           | Türkei        | 27.700 |
| 10   | Tuesday-Lou Judd        | Neukaledonien | 26.100 |

### Foil
| Rang | Name             | Land        | Punkte |
| ---- | ---------------- | ----------- | ------ |
| 01   | Nicolas Goyard   | Frankreich  | 29.700 |
| 02   | Alexandre Cousin | Frankreich  | 29.700 |
| 03   | Matteo Iachino   | Italien     | 29.500 |
| 04   | Thomas Goyard    | Frankreich  | 29.300 |
| 05   | Sebastian Kördel | Deutschland | 29.100 |
| 06   | Pierre Mortefon  | Frankreich  | 29.000 |
| 07   | Julien Bontemps  | Frankreich  | 28.900 |
| 08   | Sebastian Kornum | Dänemark    | 28.900 |
| 09   | Amado Vrieswijk  | Bonaire     | 28.500 |
| 10   | Mateus Isaac     | Brasilien   | 27.800 |

| Rang | Name                    | Land       | Punkte |
| ---- | ----------------------- | ---------- | ------ |
| 01   | Delphine Cousin Questel | Frankreich | 20.600 |
| 02   | Marina Alabau           | Spanien    | 20.400 |
| 03   | Marion Mortefon         | Frankreich | 20.200 |
| 04   | Blanca Alabu            | Spanien    | 20.000 |
| 05   | Helle Oppedal           | Norwegen   | 19.800 |
| 06   | Marianne Rautelin       | Finnland   | 19.400 |
| 07   | Maëlle Guilbaud         | Frankreich | 19.300 |
| 08   | Mio Anayama             | Japan      | 19.200 |
| 09   | Ayako Suzuki            | Japan      | 18.900 |
| 10   | Yuki Sunaga             | Japan      | 9.800  |

## Podestplatzierungen Männer

### Wave
| Datum               | Ort            | 1. Platz                               | 2. Platz                               | 3. Platz                               |
| ------------------- | -------------- | -------------------------------------- | -------------------------------------- | -------------------------------------- |
| 14.07. – 20.07.2019 | Pozo Izquierdo | Ricardo Campello                       | Philip Köster                          | Marcilio Browne                        |
| 05.08. – 11.08.2019 | El Médano      | Jaeger Stone                           | Victor Fernández López                 | Philip Köster                          |
| 17.09. – 23.09.2019 | Klitmøller     | Wegen Finanzierungsproblemen abgesagt. | Wegen Finanzierungsproblemen abgesagt. | Wegen Finanzierungsproblemen abgesagt. |
| 27.09. – 06.10.2019 | Sylt           | Thomas Traversa                        | Marcilio Browne                        | Philip Köster                          |
| 27.10. – 09.11.2019 | Maui           | Antoine Martin                         | Camille Juban                          | Bernd Roediger                         |

### Freestyle
| Datum               | Ort         | 1. Platz               | 2. Platz        | 3. Platz               |
| ------------------- | ----------- | ---------------------- | --------------- | ---------------------- |
| 09.04. – 13.04.2019 | Kralendijk  | Amado Vrieswijk        | Youp Schmit     | Julien Mas             |
| 25.07. – 03.08.2019 | Costa Calma | Steven van Broeckhoven | Yentel Caers    | Jacopo Testa           |
| 27.09. – 06.10.2019 | Sylt        | Amado Vrieswijk        | Gollito Estredo | Steven van Broeckhoven |

### Slalom
| Datum               | Ort         | 1. Platz                                     | 2. Platz                                     | 3. Platz                                     |
| ------------------- | ----------- | -------------------------------------------- | -------------------------------------------- | -------------------------------------------- |
| 17.04. – 22.04.2019 | Marignane   | Pierre Mortefon                              | Antoine Albeau                               | Sebastian Kördel                             |
| 10.05. – 15.05.2019 | Yokosuka    | Wegen zu schwachen Windes nicht ausgetragen. | Wegen zu schwachen Windes nicht ausgetragen. | Wegen zu schwachen Windes nicht ausgetragen. |
| 18.05. – 23.05.2019 | Ulsan       | Matteo Iachino                               | Jordy Vonk                                   | Tristan Algret                               |
| 25.07. – 03.08.2019 | Costa Calma | Antoine Albeau                               | Pierre Mortefon                              | Matteo Iachino                               |
| 09.09. – 14.09.2019 | Hvide Sande | Matteo Iachino                               | Pierre Mortefon                              | Maciek Rutkowski                             |
| 18.11. – 23.11.2019 | Nouméa      | Pierre Mortefon                              | Matteo Iachino                               | Antoine Albeau                               |

### Foil
| Datum               | Ort                | 1. Platz        | 2. Platz         | 3. Platz          |
| ------------------- | ------------------ | --------------- | ---------------- | ----------------- |
| 10.05. – 15.05.2019 | Yokosuka           | Pierre Mortefon | Sebastian Kördel | Alexandre Cousin  |
| 28.05. – 02.06.2019 | Sant Pere Pescador | Thomas Goyard   | Julien Bontemps  | Matteo Iachino    |
| 27.09. – 06.10.2019 | Sylt               | Nicolas Goyard  | Alexandre Cousin | Luuc Vanopzeeland |

## Podestplatzierungen Frauen

### Wave
| Datum               | Ort            | 1. Platz             | 2. Platz            | 3. Platz             |
| ------------------- | -------------- | -------------------- | ------------------- | -------------------- |
| 14.07. – 20.07.2019 | Pozo Izquierdo | Daida Ruano Moreno   | Justyna Sniady      | Sarah-Quita Offringa |
| 05.08. – 11.08.2019 | El Médano      | Iballa Ruano Moreno  | Justyna Sniady      | Sarah-Quita Offringa |
| 27.09. – 06.10.2019 | Sylt           | Sarah-Quita Offringa | Maaike Huvermann    | Justyna Sniady       |
| 27.10. – 09.11.2019 | Maui           | Sarah-Quita Offringa | Iballa Ruano Moreno | Motoko Sato          |

### Freestyle
| Datum               | Ort         | 1. Platz             | 2. Platz         | 3. Platz             |
| ------------------- | ----------- | -------------------- | ---------------- | -------------------- |
| 09.04. – 13.04.2019 | Kralendijk  | Sarah-Quita Offringa | Maaike Huvermann | Oda Johanne Brødholt |
| 25.07. – 03.08.2019 | Costa Calma | Sarah-Quita Offringa | Maaike Huvermann | Oda Johanne Brødholt |

### Slalom
| Datum               | Ort         | 1. Platz                                     | 2. Platz                                     | 3. Platz                                     |
| ------------------- | ----------- | -------------------------------------------- | -------------------------------------------- | -------------------------------------------- |
| 17.04. – 22.04.2019 | Marignane   | Delphine Cousin Questel                      | Marion Mortefon                              | Oda Johanne Brødholt                         |
| 10.05. – 15.05.2019 | Yokosuka    | Wegen zu schwachen Windes nicht ausgetragen. | Wegen zu schwachen Windes nicht ausgetragen. | Wegen zu schwachen Windes nicht ausgetragen. |
| 18.05. – 23.05.2019 | Ulsan       | Delphine Cousin Questel                      | Marion Mortefon                              | Maëlle Guibaud                               |
| 09.09. – 14.09.2019 | Hvide Sande | Sarah-Quita Offringa                         | Delphine Cousin Questel                      | Marion Mortefon                              |
| 18.11. – 23.11.2019 | Nouméa      | Marion Mortefon                              | Delphine Cousin Questel                      | Lena Erdil                                   |

### Foil
| Datum               | Ort      | 1. Platz                | 2. Platz      | 3. Platz        |
| ------------------- | -------- | ----------------------- | ------------- | --------------- |
| 10.05. – 15.05.2019 | Yokosuka | Delphine Cousin Questel | Marina Alabau | Marion Mortefon |
| 18.05. – 23.05.2019 | Ulsan    | Delphine Cousin Questel | Marina Alabau | Marion Mortefon |

## Konstrukteurscup
| Rang | Firma        | Punkte |
| ---- | ------------ | ------ |
| 01   | Starboard    | 6,4    |
| 02   | Fanatic      | 9,7    |
| 03   | JP Australia | 10     |
| 04   | Tabou        | 20     |
| 05   | I-99         | 29,7   |

| Rang | Firma      | Punkte |
| ---- | ---------- | ------ |
| 01   | Severne    | 5,4    |
| 02   | Duotone    | 10,7   |
| 03   | Neil Pryde | 14     |
| 04   | Gaastra    | 16     |
| 05   | S2 Maui    | 35     |